# Acytolepis artena
Acytolepis artena är en fjärilsart som beskrevs av Hans Fruhstorfer 1916. Acytolepis artena ingår i släktet Acytolepis och familjen juvelvingar. Inga underarter finns listade i Catalogue of Life.